# Endgame (Rise Against)
Endgame is het zesde studioalbum van de Amerikaanse melodische punkgroep Rise Against. Het kwam uit op 11 maart 2011. Het nummer "Help is on the Way" dat in januari 2011 uitkwam was de eerste single van het album. Op 21 juni 2011 kwam de single "Make It Stop (September's Children)" uit in samenwerking met de VZW It Gets Better.

## Nummers
1. "Architects" - 3:43
2. "Help Is on the Way" - 3:57
3. "Make It Stop (September's Children)" - 3:55
4. "Disparity By Design" - 3:49
5. "Satellite" - 3:59
6. "Midnight Hands" - 4:18
7. "Survivor Guilt" - 4:00
8. "Broken Mirrors" - 3:55
9. "Wait for Me" - 3:40
10. "A Gentlemen's Coup" - 3:46
11. "This Is Letting Go" - 3:41
12. "Endgame" - 3:24

## Hitnoteringen

### NederlandseAlbum Top 100
| Hitnotering: 19-03-2011 t/m 26-03-2011 | Hitnotering: 19-03-2011 t/m 26-03-2011 | Hitnotering: 19-03-2011 t/m 26-03-2011 | Hitnotering: 19-03-2011 t/m 26-03-2011 |
| Week:                                  | 1                                      | 2                                      |                                        |
| -------------------------------------- | -------------------------------------- | -------------------------------------- | -------------------------------------- |
| Positie:                               | 53                                     | 47                                     | uit                                    |

### VlaamseUltratop 100Albums
| Hitnotering: (Week 1 t/m 6) 19-03-2011 t/m 23-04-2011 Hitnotering: (Week 7) 07-05-2011 | Hitnotering: (Week 1 t/m 6) 19-03-2011 t/m 23-04-2011 Hitnotering: (Week 7) 07-05-2011 | Hitnotering: (Week 1 t/m 6) 19-03-2011 t/m 23-04-2011 Hitnotering: (Week 7) 07-05-2011 | Hitnotering: (Week 1 t/m 6) 19-03-2011 t/m 23-04-2011 Hitnotering: (Week 7) 07-05-2011 | Hitnotering: (Week 1 t/m 6) 19-03-2011 t/m 23-04-2011 Hitnotering: (Week 7) 07-05-2011 | Hitnotering: (Week 1 t/m 6) 19-03-2011 t/m 23-04-2011 Hitnotering: (Week 7) 07-05-2011 | Hitnotering: (Week 1 t/m 6) 19-03-2011 t/m 23-04-2011 Hitnotering: (Week 7) 07-05-2011 | Hitnotering: (Week 1 t/m 6) 19-03-2011 t/m 23-04-2011 Hitnotering: (Week 7) 07-05-2011 | Hitnotering: (Week 1 t/m 6) 19-03-2011 t/m 23-04-2011 Hitnotering: (Week 7) 07-05-2011 | Hitnotering: (Week 1 t/m 6) 19-03-2011 t/m 23-04-2011 Hitnotering: (Week 7) 07-05-2011 |
| Week:                                                                                  | 1                                                                                      | 2                                                                                      | 3                                                                                      | 4                                                                                      | 5                                                                                      | 6                                                                                      |                                                                                        | 7                                                                                      |                                                                                        |
| -------------------------------------------------------------------------------------- | -------------------------------------------------------------------------------------- | -------------------------------------------------------------------------------------- | -------------------------------------------------------------------------------------- | -------------------------------------------------------------------------------------- | -------------------------------------------------------------------------------------- | -------------------------------------------------------------------------------------- | -------------------------------------------------------------------------------------- | -------------------------------------------------------------------------------------- | -------------------------------------------------------------------------------------- |
| Positie:                                                                               | 74                                                                                     | 23                                                                                     | 62                                                                                     | 74                                                                                     | 89                                                                                     | 84                                                                                     | uit                                                                                    | 98                                                                                     | uit                                                                                    |